# KLOS (onderwijs)

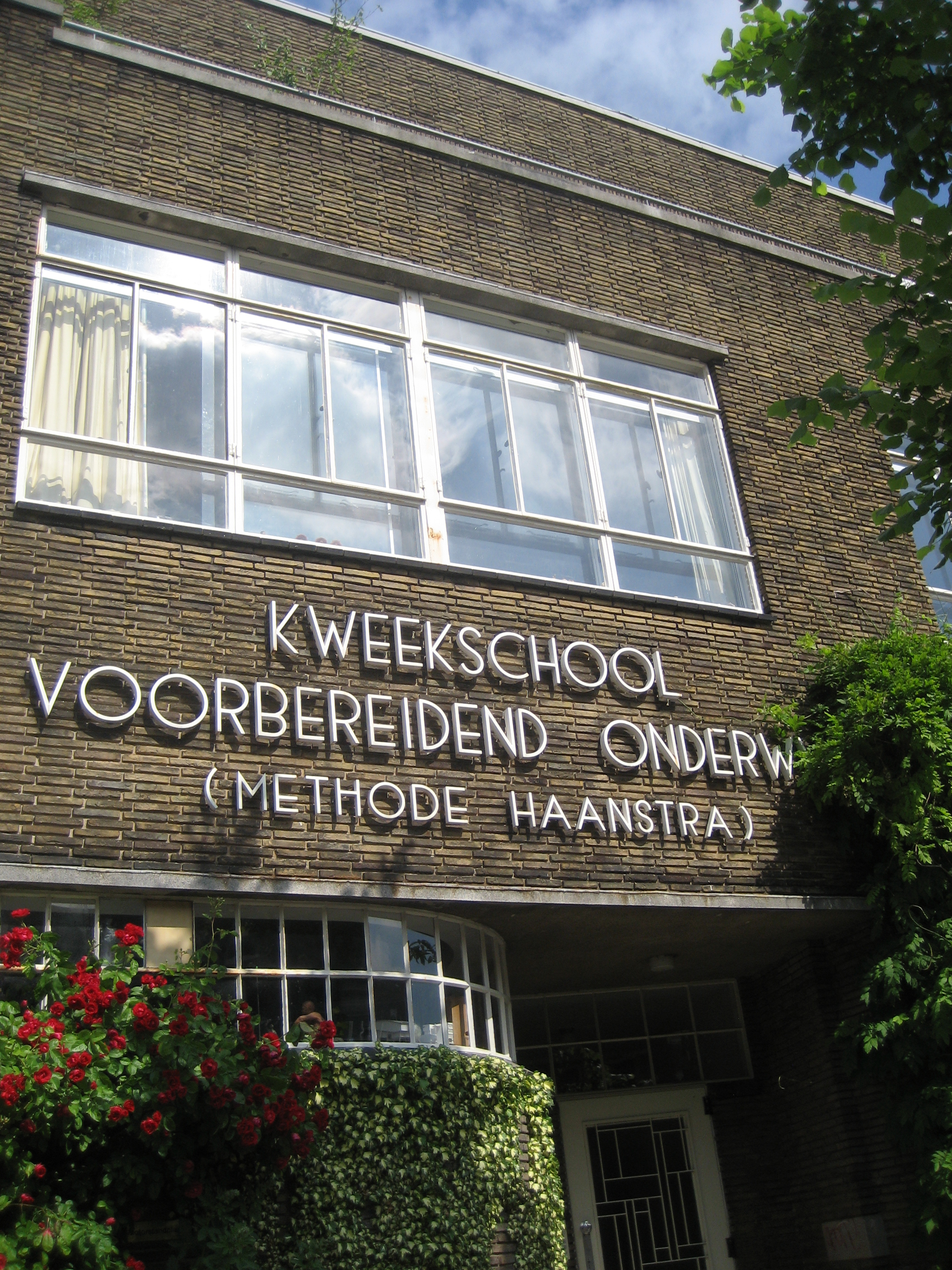
Een van de eerste dagopleidingen voor kleuterleidsters (Leiden)

KLOS of K.L.O.S. (Kleuter Leidster Opleiding School) is de gangbare benaming voor de opleiding tot kleuterleidster of kleuterkweekschool, welke in 1984 samen met de Pedagogische Academie (PA) opging in de huidige pedagogische academie voor het basisonderwijs (pabo). Een oudere benaming is Opleiding voor Bewaarschoolonderwijzeres. Een kleuterleidster die afgestudeerd is aan de KLOS, wordt ook wel 'klosser' genoemd. Met deze term wordt vaak aangegeven dat zij een op de kleuter gerichte opleiding heeft genoten.
De leerkracht voor kleuters was tot ver in de 20ste eeuw vrijwel altijd een vrouw. Rond 1970 komen de eerste kleuterleiders, onderwijzers die de kleuteropleiding, of een deel ervan, gevolgd hadden. Met de Wet op het Basisonderwijs in 1985 verviel ook het onderscheid tussen kleuterleidster en onderwijzer. Vanaf die tijd worden beiden leraar basisonderwijs genoemd. De onderwijzer mocht lesgeven aan de kleuters, de kleuterleidster mocht echter pas lesgeven aan de oudere kinderen na het volgen van een applicatiecursus.
Afgestudeerden aan de tegenwoordige pabo kunnen lesgeven aan zowel kleuters als oudere kinderen. Op de meeste pabo's kunnen studenten zich specialiseren in het jongere kind. (Oud-'klossers' vinden dit veelal een verarming van het kleuteronderwijs.) Vanwege de specifieke onderwijsbehoeften van het jonge kind gaan er in het onderwijs stemmen op om de pabo te splitsen in een opleiding voor het jonge kind en een opleiding voor het oudere kind. Enkele pabo's spelen hier op in door in een vroeger stadium van de opleiding de student te laten specialiseren in het jonge of oudere kind.